# 鳈碘泡虫
鳈碘泡虫（学名：Myxobolus sarcocheilichthydis）为碘泡科碘泡虫属的动物。分布于俄罗斯以及湖南、湖北、黑龙江流域等，营寄生生活，寄生在肝、胆囊（鲩）、鳔（鲢）。